# Luxembourg (stanice RER v Paříži)
Luxembourg je podzemní nádraží příměstské železnice RER v Paříži, které se nachází na hranici 5. a 6. obvodu pod bulvárem Saint-Michel poblíž Lucemburské zahrady, po které nese své jméno. Slouží pro linku RER B.

## Historie
Nádraží bylo původně otevřeno 31. března 1895 jako konečná stanice železniční tratě spojující Paříž a město Sceaux. V letech 1973–1977 probíhala stavba 2600 m dlouhého tunelu, který umožňuje spojení se stanicí Châtelet – Les Halles na pravém břehu. Protože tunel musí být veden pod Seinou v historickém centru, bylo třeba zahájit pokles již od stanice, a proto bylo její nástupiště sníženo ještě o půl metru. Od roku 1977 slouží vlakům na lince RER B.
V letech 2000–2001 byla stanice kompletně renovována a je jednou z mála stanic na trati, která má oddělujíící bariéry mezi oběma kolejemi.

## Vstupy
Do stanice je možné vstoupit dvěma vchody. Na severu leží v úrovni ulice Rue Gay-Lussac a druhý jižní je na náměstí Place Louis-Marin.